# Repräsentantenhaus der Vereinigten Staaten
Das Repräsentantenhaus der Vereinigten Staaten (auch Abgeordnetenhaus; englisch United States House of Representatives, oft nur the House) ist neben dem Senat eine der beiden Kammern des Kongresses der Vereinigten Staaten von Amerika. Es steht in der Tradition der Zweikammer-Parlamente (Bikameralismus), die im britischen Parlament ihren Ursprung hat. Jeder Bundesstaat ist nach dem Anteil an der Gesamtbevölkerung im Repräsentantenhaus vertreten. Die wahlberechtigten Bürger der USA wählen die Abgeordneten im November der geraden Jahre für je zwei Jahre in ihrem jeweiligen Kongresswahlbezirk.
Im politischen System der USA ist das Repräsentantenhaus maßgeblich an der Gesetzgebung beteiligt und hat einige Kontrollfunktionen gegenüber dem Präsidenten. Es besitzt das alleinige Initiativrecht bei Steuer- und Haushaltsgesetzen, darüber hinaus kann nur dieses Haus ein Amtsenthebungsverfahren einleiten.
Sitz des Hauses ist der Südflügel des Kapitols in Washington, D.C. Die Mitglieder werden als Congressmen bzw. Congresswomen oder Representatives bezeichnet.

De-facto-Flagge des Repräsentantenhauses

Die Verfassung legt die Größe des Parlaments nicht fest. Seit 1911 besteht das Repräsentantenhaus aus 435 Abgeordneten, die jeweils den Wahlbezirk repräsentieren, in dem sie gewählt wurden. Der bundesunmittelbare Regierungsbezirk (District of Columbia) und einige andere Territorien, die keine Bundesstaaten sind (wie die Außengebiet der Vereinigten Staaten, etwa Puerto Rico und Guam), entsenden nicht-stimmberechtigte Delegierte ins Repräsentantenhaus.

## Geschichte
Die Verfassung der Vereinigten Staaten sah schon bei ihrer Entstehung 1787 ein Repräsentantenhaus vor. Ursprünglich waren 65 Mitglieder vorgesehen. Nachdem 1788 die erforderliche Ratifizierung der Verfassung durch neun US-Bundesstaaten zustande gekommen war, wurden die ersten Wahlen zum Repräsentantenhaus abgehalten. Schon am 4. März 1789 trat zwar die Verfassung in Kraft; die Beschlussfähigkeit des Hauses wurde jedoch aufgrund mangelnder persönlicher Anwesenheit in New York City (der damaligen Hauptstadt der USA) erst am 1. April desselben Jahres festgestellt. Der erste US-Kongress, dessen Bestandteil das 65-köpfige Gremium wurde, verabschiedete die gesetzliche Grundlage für die erste Volkszählung. 1790 wurde das Repräsentantenhaus, dessen Sitz inzwischen nach Philadelphia verlegt worden war, noch auf der gleichen Grundlage (65 Mitglieder, die nach der vorläufigen Verteilung im Art. 1 Abs. 2 der Verfassung unter den Bundesstaaten verteilt waren) neu gewählt. Der zweite Kongress verabschiedete dann auf Grundlage der inzwischen vorliegenden Volkszählungsergebnisse ein Gesetz, das die Repräsentation unter den Bundesstaaten neu verteilte. Dieses sah vor, 120 Sitze nach dem Hare/Niemeyer-Verfahren von Alexander Hamilton zu verteilen. Gegen diesen Gesetzentwurf legte Präsident George Washington das erste Veto der US-Geschichte ein. So verabschiedete der Kongress dann ein neues Gesetz, das 105 Sitze nach dem D’Hondt-Verfahren von Thomas Jefferson verteilte; dieses Gesetz trat mit der Genehmigung des Präsidenten auch in Kraft und bildete die Grundlage für die Wahlen zum dritten Kongress 1792, der 1793 zusammentrat.
Gemäß den Konföderationsartikeln funktionierte der Kongress als Einkammersystem, wobei jeder Bundesstaat eine Stimme hatte. Dieses System erwies sich jedoch als ineffizient, deshalb wurde 1787 der Konvent von Philadelphia einberufen, zu dem alle Bundesstaaten außer Rhode Island Delegierte entsandten. Die Frage, wie der Kongress zu strukturieren sei, führte zu scharfen Auseinandersetzungen:
- Der Virginia-Plan von James Madison sah zwei Kammern im Kongress vor; das Unterhaus sollte direkt vom Volk gewählt werden, das Oberhaus hingegen vom Unterhaus. Dieser Plan wurde von bevölkerungsreichen Staaten wie Virginia, Massachusetts und Pennsylvania unterstützt, da eine Vertretung entsprechend der Bevölkerungszahl vorgesehen war.
- Die kleineren Bundesstaaten bevorzugten hingegen den New-Jersey-Plan, in dem ein Kongress mit nur einer Kammer und eine gleichmäßige Vertretung der Bundesstaaten vorgesehen waren.

Schließlich einigte sich die Konvention auf den Connecticut-Kompromiss, wonach die Vertretung im Verhältnis zur Bevölkerungszahl im Repräsentantenhaus gewährleistet wurde, während im Senat jeder Bundesstaat gleichmäßig vertreten war.
Im 19. Jahrhundert herrschten zu regional unterschiedlich bewerteten Themen im Repräsentantenhaus öfters andere Mehrheiten als im Senat. Aufgrund der größeren Bevölkerungszahl in den Nordstaaten waren diese im Repräsentantenhaus den Südstaaten überlegen. Im Senat mit seiner gleichmäßigen Vertretung der Bundesstaaten gab es hingegen keine vergleichbare Dominanz des Nordens. Wiederholte Konflikte zwischen den beiden Häusern ergaben sich beim Thema Sklaverei. Ein Beispiel dafür ist der Gesetzesantrag Wilmot Proviso, der die Sklaverei in den Gebieten, die im Mexikanisch-Amerikanischen Krieg gewonnen worden waren, verbieten sollte. Dieser Antrag wurde mehrmals vom Repräsentantenhaus angenommen, vom Senat jedoch blockiert. Die Meinungsverschiedenheiten über die Sklaverei und weitere Themen dauerten bis zum Bürgerkrieg (1861–1865). Im Laufe des Krieges wurden die Südstaaten, welche den Versuch einer Sezession unternommen hatten, besiegt und die Sklaverei abgeschafft. Nachdem sämtliche Südstaaten-Senatoren mit Ausnahme von Andrew Johnson zu Beginn des Krieges zurückgetreten waren, herrschte im Senat während des Bürgerkrieges zwischen Nord- und Südstaaten kein Gleichgewicht mehr.

Mandatsverteilung nach Parteienstärke (Republikaner: rot, Demokraten: blau) von 1789 bis 2017

In den folgenden Jahren der Reconstruction ergaben sich bedeutende Mehrheiten für die Republikanische Partei, was ein Großteil der Bevölkerung mit dem Sieg der Unionsstaaten im Bürgerkrieg in Verbindung brachte. Die Reconstruction dauerte bis etwa 1877. Die folgende Ära, bekannt unter dem Namen Gilded Age („Vergoldetes Zeitalter“), war durch harte politische Auseinandersetzungen gekennzeichnet. Sowohl die Demokraten als auch die Republikaner verfügten im Repräsentantenhaus zeitweilig über Mehrheiten.
Um 1890, in der Amtszeit des Republikaners Thomas Brackett Reed als Sprecher des Repräsentantenhauses, begann die Machtfülle des Sprechers (d. h., des Vorsitzenden, der von der Mehrheitspartei gewählt wird und normalerweise aus den Reihen ihrer Abgeordneten kommt) des Repräsentantenhauses dramatisch anzuwachsen. „Zar Reed“, wie sein Spitzname lautete, versuchte seine Anschauung umzusetzen: Das beste System besteht darin, eine Partei regieren und die andere zuschauen zu lassen. („The best system is to have one party govern and the other party watch.“) 1899 wurden die Stellen des Mehrheits- und Minderheitsführers („Majority Leader“ und „Minority Leader“) geschaffen. Der Minderheitsführer leitete die Partei, die in der Minderheit war, der Mehrheitsführer blieb jedoch dem Sprecher unterstellt. In der Amtszeit des Republikaners Joseph Gurney Cannon von 1903 bis 1911 erreichte das Amt des Sprechers seine höchste Bedeutung. Zu seinen Befugnissen gehörte der Vorsitz des einflussreichen Rules Committee („Regelausschuss“) sowie die Ernennung weiterer Ausschussmitglieder. Diese Befugnisse wurden in der „Revolution von 1910“ durch Demokraten und unzufriedene Republikaner eingeschränkt, welche sich Cannons autoritärer Amtsführung widersetzten.

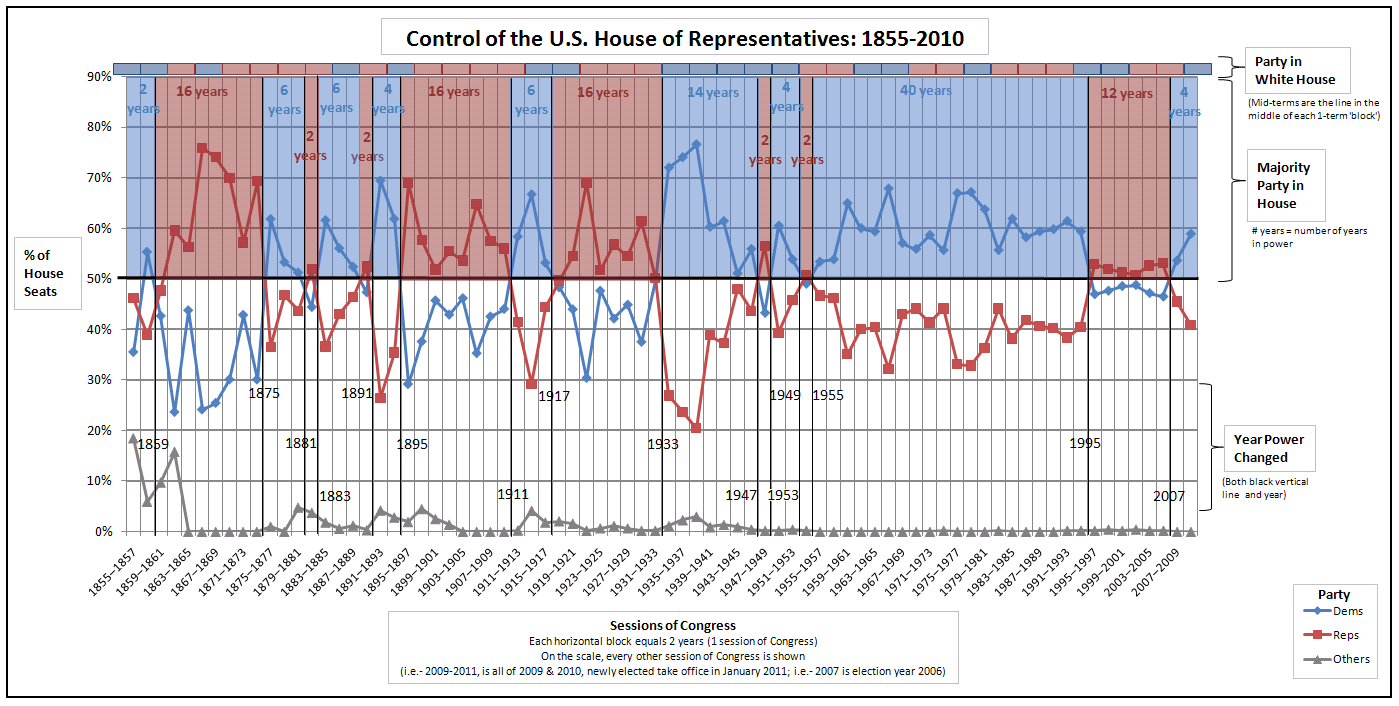
Entwicklung der Mehrheiten im Repräsentantenhaus 1855 bis 2010

Während der Amtszeit von Präsident Franklin D. Roosevelt (1933–1945) verfügten die Demokraten oftmals über mehr als eine Zweidrittelmehrheit. In den folgenden zehn Jahren ergaben sich wechselnde Mehrheiten, ehe die Demokraten von 1954 bis 1995 wieder die Mehrheit innehatten. In den 1970er Jahren wurden im Rahmen von Reformen die Befugnisse von Unterausschüssen gestärkt, während Ausschussvorsitzende ihre Macht verloren und nun von Parteiführern ernannt werden konnten. Damit sollte die Obstruktionspolitik einiger langjähriger Mitglieder eingeschränkt werden. Nach der Wahl 1994 errangen die Republikaner eine Mehrheit im Repräsentantenhaus. Der neue Sprecher Newt Gingrich brachte ein ambitioniertes Reformprogramm ein („Contract with America“) und verkürzte die Amtszeit von Ausschussvorsitzenden auf jeweils dreimal zwei Jahre. Ein großer Teil seiner vorgeschlagenen Reformen scheiterte jedoch im Kongress oder am Veto von Präsident Bill Clinton oder erfuhr in Verhandlungen mit Clinton wesentliche Änderungen. Gingrich setzte jedoch eine Kürzung der Mittel für Mitarbeiter der Ausschüsse um ein Drittel durch und konzentrierte die Mittel auf das Führungsamt des Sprechers, was laut Bill Pascrell langfristige Auswirkungen auf die Gesetzgebungsarbeit hatte, da Lobbyisten und die Parteiführungen zunehmend die Agenda der Politik bestimmen und die Fachpolitiker weniger Einfluss haben.
Bei der Wahl des Jahres 2006 verloren die Republikaner die Führung des Repräsentantenhauses an die Demokraten unter Sprecherin Nancy Pelosi. Durch die Wahl 2010 erhielten die Republikaner die Mehrheit zurück und behaupteten diese bis zu den Halbzeitwahlen 2018, in denen die Demokraten wieder die Mehrheit errangen. Bei den Zwischenwahlen 2022 errangen die Republikaner erneut eine Mehrheit im Repräsentantenhaus. 

## Sitz

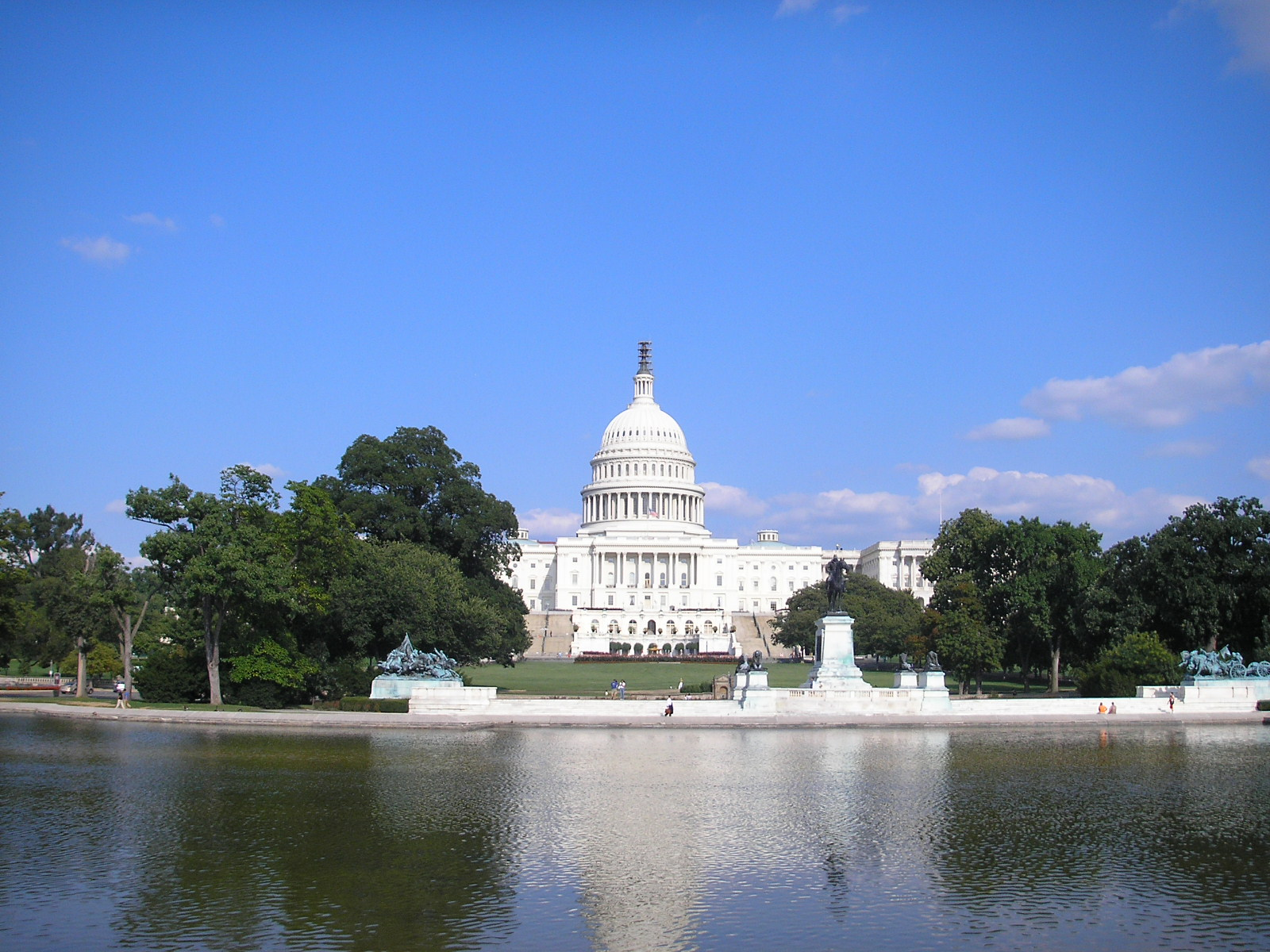
Das Kapitol in Washington, D.C.

Wie der Senat tagt auch das Repräsentantenhaus im Kapitol in Washington. An der Stirnseite des Plenarsaals befinden sich das Rednerpult und der Sitz des Sprechers. Vor dem Sprecher sitzen Verwaltungsmitarbeiter, die unter anderem das Protokoll führen und gegebenenfalls die Anwesenheit feststellen. Die Sitze der Abgeordneten sind in mehreren Reihen in einem Halbkreis angeordnet und durch einen breiten Weg in der Mitte getrennt. Traditionsgemäß sitzen Demokraten aus der Sicht des Sprechers rechts von der Mitte und Republikaner links. Die Sitzordnung innerhalb der Fraktionen richtet sich im Wesentlichen nach der Seniorität, d. h. dienstältere Abgeordnete haben zuerst Anrecht auf einen Sitz. Die Fraktionsführung sitzt auf jeden Fall vorne.
Der Plenarsaal ist mit einer großen US-Flagge direkt hinter dem Sitz des Sprechers und mit Porträts von George Washington und dem Marquis de La Fayette geschmückt. Bis zum Zweiten Weltkrieg wurde der Saal auch für Trauerfeiern genutzt, wenn Abgeordnete während ihrer Amtszeit verstorben waren.
Seit dem 20. Jahrhundert besitzen die Abgeordneten Büros in separaten Bürohäusern, um das Kapitolgebäude zu entlasten. Es handelt sich dabei um das Cannon House Office Building (eröffnet 1908), das Longworth House Office Building (eröffnet 1933) und das Rayburn House Office Building (eröffnet 1965). Das Ford House Office Building, das der Kongress in den 1980er Jahren vom FBI kaufte, beherbergt keine Abgeordnetenbüros, sondern Büros anderer Mitarbeiter und Angestellter des Repräsentantenhauses.

## Mitglieder des Repräsentantenhauses

### Wahlen
Die Wahl zum Repräsentantenhaus findet in Jahren mit geraden Jahreszahlen (also alle 2 Jahre) am Dienstag nach dem ersten Montag im November statt. An diesem Wahltag finden gleichzeitig die Wahlen für jeweils ein Drittel des Senats und alle vier Jahre die Wahlen zur US-Präsidentschaft statt. Die Abgeordneten werden nach den Grundsätzen der allgemeinen, freien, gleichen und geheimen Wahl gewählt. Die Wahl ist unmittelbar, d. h. die Wähler wählen ihre Abgeordneten direkt. Damit steht die Kongresswahl im Gegensatz beispielsweise zur US-Präsidentschaftswahl, bei der die Wähler Wahlmänner wählen, die wiederum den Präsidenten wählen.
Es gilt das relative Mehrheitswahlrecht: Der Wähler wählt in seinem Wahlkreis einen Kandidaten und keine Parteien, es gibt keine Parteilisten. Prinzipiell gewinnt der Kandidat mit den meisten Stimmen seinen Wahlbezirk; eine absolute Mehrheit ist nicht notwendig. Da jedoch die Bundesstaaten die genauen Wahlverfahren festlegen, kann es zu Abweichungen von dieser Regelung kommen. In Louisiana beispielsweise ist eine absolute Mehrheit notwendig; erreicht diese keiner der Kandidaten, kommt es zu Stichwahlen. Die Regeln, nach denen kleinere Parteien (third parties) Kandidaten aufstellen können, variieren von Bundesstaat zu Bundesstaat. Um zu verhindern, dass sich mehrere Kandidaten einer Partei gegenseitig in einem Wahlbezirk Stimmen wegnehmen, veranstalten die großen Parteien Vorwahlen, sodass von ihnen nur noch je ein Kandidat bei der eigentlichen Wahl antritt.
Nach dem ersten Artikel der Verfassung sind die Sitze im Repräsentantenhaus an die Bundesstaaten im Verhältnis zu ihrer Bevölkerung zu verteilen. Grundlage der Berechnung ist die alle zehn Jahre durchgeführte Volkszählung. Allerdings stellt jeder Bundesstaat mindestens einen Abgeordneten.

### Wahlbezirke

Die 435 Kongresswahlbezirke

Insgesamt wählen die Amerikaner in 435 Einerwahlbezirken, pro Bezirk wird genau ein Abgeordneter in das Parlament entsandt. Bundesstaaten, die mehrere Sitze haben, müssen sich für die Wahlen in mehrere Wahlbezirke einteilen. Diese werden in den meisten Staaten von den Parlamenten der Bundesstaaten üblicherweise nach jeder Volkszählung festgelegt; allerdings können sie das auch öfter tun. Bei der Festlegung der Bezirke muss der Grundsatz der Wahlgleichheit eingehalten werden, die Stimme eines Wählers in einem Wahlkreis muss ähnlich viel Einfluss auf den Ausgang der Gesamtwahl haben wie die eines Wählers in einem beliebigen anderen Wahlkreis des Staates. Der Oberste Gerichtshof hat im Fall Wesberry v. Sanders festgestellt, dass grobe Unterschiede in der Zahl der Wähler zwischen Wahlbezirken im gleichen Bundesstaat verfassungswidrig sind. Außerdem verbietet der Voting Rights Act, dass Wahlbezirke in einer Weise gezogen werden, die den Einfluss ethnischer Minderheiten verringert.
Trotz dieser Regelungen werden die Grenzen von Wahlbezirken oft sehr willkürlich gezogen, ohne auf Geographie, Geschichte oder administrative Gliederung zu achten. Dadurch können Parteien beispielsweise erreichen, dass ihre Anhänger konzentriert in einem Bezirk wählen oder die Anhänger der Gegenpartei auf mehrere Bezirke verteilt werden. Diese Praxis wird nach dem ehemaligen Gouverneur von Massachusetts, Elbridge Gerry, als Gerrymandering bezeichnet. Solange dabei keine ethnischen Minderheiten benachteiligt werden, ist die Manipulation der Wahlbezirksgrenzen zu politischen Zwecken nicht verboten und wird in vielen Staaten praktiziert. Ein Ergebnis ist, dass bei Kongresswahlen weniger als 10 % der Sitze eine realistische Chance haben, zwischen den Parteien zu wechseln. Ein anderes ist, dass die prozentuale Zusammensetzung der Abgeordnetendelegationen einzelner Bundesstaaten oft in keiner Weise mit den insgesamt im Bundesstaat für Abgeordnete der verschiedenen Parteien abgegebenen Stimmen übereinstimmt. Ein drittes ist, dass die parteiliche Zusammensetzung des Repräsentantenhauses nicht unbedingt die absolute Gesamtstimmenabgabe im Lande widerspiegelt. Dies war zuletzt bei der Wahl im November 2012 der Fall: obwohl die Demokraten landesweit mit 59 645 387 die Mehrheit der für Kongressabgeordnete abgegebenen Stimmen erreichten und die Republikaner mit 58 283 036 Stimmen deutlich distanzierten, kamen sie nur auf 201 Sitze, während die Republikaner 234 erringen konnten. (Drei dieser Sitze wurden nach der Wahl durch Rücktritte oder Todesfälle vakant.) Nach 1914, 1942 und 1952 war dies das vierte Mal in den letzten 100 Jahren, dass eine Partei die Mehrheit der Stimmen für ihre Kandidaten errang und dennoch nicht die Mehrheit der Sitze gewinnen konnte.

### Sitzverteilung nach Staaten
Die Sitzzuteilung an die einzelnen Bundesstaaten erfolgt nach dem Hill/Huntington-Verfahren und wird alle zehn Jahre neu festgelegt. Um die Zahl der Sitze überschaubar zu halten, hat der Kongress über die Jahre Grenzen für die Gesamtzahl der Sitze festgelegt. Seit 1911 liegt sie bei 435. Die einzige Ausnahme bestand 1959, als Alaska und Hawaii nach den Wahlen Bundesstaaten wurden und jeweils einen zusätzlichen Abgeordneten in das Repräsentantenhaus entsandten.
Der District of Columbia und die Territorien haben im Repräsentantenhaus entsprechend der Verfassung keine Stimmrechte. Allerdings hat der Kongress Gesetze verabschiedet, die es diesen Gebieten erlauben, nicht-stimmberechtigte Delegierte zu entsenden. Delegierte haben die gleichen Rederechte wie die Abgeordneten und dürfen in Ausschüssen abstimmen, nicht aber im Plenum. Zurzeit senden der District of Columbia sowie die Gebiete Puerto Rico, Amerikanisch-Samoa, Guam, Nördliche Marianen und die Amerikanischen Jungferninseln Delegierte. Der Delegierte Puerto Ricos, der sogenannte Resident Commissioner, wird dabei als einziger Delegierter nicht für zwei Jahre, sondern für vier Jahre von den Einwohnern gewählt.

#### Sitze für die Wahlen 2012 bis 2020

Sitzverteilung nach Bundesstaaten seit 2012 sowie Veränderungen zum letzten Jahrzehnt

| Staat | Sitze | Staat | Sitze | Staat | Sitze | Staat | Sitze | Staat | Sitze |
| ----- | ----- | ----- | ----- | ----- | ----- | ----- | ----- | ----- | ----- |
| AL    | 7     | AK    | 1     | AZ    | 9     | AR    | 4     | CA    | 53    |
| CO    | 7     | CT    | 5     | DE    | 1     | FL    | 27    | GA    | 14    |
| HI    | 2     | ID    | 2     | IL    | 18    | IN    | 9     | IA    | 4     |
| KS    | 4     | KY    | 6     | LA    | 6     | ME    | 2     | MD    | 8     |
| MA    | 9     | MI    | 14    | MN    | 8     | MS    | 4     | MO    | 8     |
| MT    | 1     | NE    | 3     | NV    | 4     | NH    | 2     | NJ    | 12    |
| NM    | 3     | NY    | 27    | NC    | 13    | ND    | 1     | OH    | 16    |
| OK    | 5     | OR    | 5     | PA    | 18    | RI    | 2     | SC    | 7     |
| SD    | 1     | TN    | 9     | TX    | 36    | UT    | 4     | VT    | 1     |
| VA    | 11    | WA    | 10    | WV    | 3     | WI    | 8     | WY    | 1     |

#### Sitze für die Wahlen 2022 bis 2030

Sitzverteilung nach Bundesstaaten seit 2022 sowie Veränderungen zum letzten Jahrzehnt

| Staat | Sitze | Staat | Sitze | Staat | Sitze | Staat | Sitze | Staat | Sitze |
| ----- | ----- | ----- | ----- | ----- | ----- | ----- | ----- | ----- | ----- |
| AL    | 7     | AK    | 1     | AZ    | 9     | AR    | 4     | CA    | 52    |
| CO    | 8     | CT    | 5     | DE    | 1     | FL    | 28    | GA    | 14    |
| HI    | 2     | ID    | 2     | IL    | 17    | IN    | 9     | IA    | 4     |
| KS    | 4     | KY    | 6     | LA    | 6     | ME    | 2     | MD    | 8     |
| MA    | 9     | MI    | 13    | MN    | 8     | MS    | 4     | MO    | 8     |
| MT    | 2     | NE    | 3     | NV    | 4     | NH    | 2     | NJ    | 12    |
| NM    | 3     | NY    | 26    | NC    | 14    | ND    | 1     | OH    | 15    |
| OK    | 5     | OR    | 6     | PA    | 17    | RI    | 2     | SC    | 7     |
| SD    | 1     | TN    | 9     | TX    | 38    | UT    | 4     | VT    | 1     |
| VA    | 11    | WA    | 10    | WV    | 2     | WI    | 8     | WY    | 1     |

### Aktives und passives Wahlrecht
Wählen können alle Volljährigen, die die US-Bürgerschaft haben und ihren (Haupt-)Wohnsitz in einem der 50 US-Bundesstaaten haben oder sich im Ausland befinden. Im letzteren Falle sind sie im Bundesstaat ihres letzten US-Wohnsitzes wahlberechtigt.
Da Washington D.C. ein Bundesdistrikt, also kein Bundesstaat der USA ist, sind die dort lebenden Amerikaner nicht wahlberechtigt und im Repräsentantenhaus nur durch eine/n begrenzt stimmberechtigte/n Delegierte/n vertreten. Diese Tatsache missfällt den Einwohnern der Stadt seit langem. Bemühungen, diesen Zustand zu ändern, sind bisher noch immer gescheitert.
Gewählt werden können gemäß Artikel 1, Abschnitt 2, Absatz 2 der Verfassung Alle, die das 25. Lebensjahr vollendet haben, mindestens 7 Jahre die amerikanische Staatsangehörigkeit besitzen und zum Zeitpunkt der Wahl in dem Bundesstaat leben, in dem sie kandidieren.
Nach dem 14. Verfassungszusatz sind Abgeordnete, die einen Eid auf die Verfassung geschworen haben und später gegen die USA rebellierten, auch später nicht mehr berechtigt, im Repräsentantenhaus zu sitzen. Der Passus wurde nach dem Sezessionskrieg eingeführt, um Parteigänger der Konföderierten ausschließen zu können.
Die endgültige Entscheidung darüber, ob zukünftige Abgeordnete berechtigt sind, im Haus zu sitzen, liegt beim Repräsentantenhaus, das mit Zweidrittelmehrheit Abgeordnete auch dann aufnehmen kann, wenn sie objektiv die Kriterien nicht erfüllen.

### Abgeordnete
Abgeordnete werden allgemein als Congressman oder Congresswoman oder auch als Representative bezeichnet. Senatoren, obwohl auch Mitglieder des Kongresses, werden hingegen nicht als Congressman angeredet. Die Abgeordneten dürfen das Präfix The Honorable vor ihrem Namen tragen.
Alle Abgeordneten beziehen ein jährliches Gehalt von $165.200, wobei der Sprecher, der Mehrheits- und der Minderheitsführer höhere Gehälter beziehen. Der Kongress bestimmt selbst über die Gehälter seiner Mitglieder. Nach dem 27. Verfassungszusatz kann er diese aber nur für die nächste Legislaturperiode und nicht für die laufende ändern.
Abgeordnete und Delegierte (mit Ausnahme Puerto Ricos) dienen für zwei Jahre. Der Resident Commissioner von Puerto Rico dient für vier Jahre.

### Mandatsverlust
Nach der Wahl behalten Abgeordnete ihren Sitz für den Rest der Legislaturperiode oder bis sie zurücktreten oder sterben. Das Repräsentantenhaus kann auch mit Zweidrittelmehrheit beschließen, Abgeordnete auszuschließen. In der Geschichte der Vereinigten Staaten von Amerika verloren nur sechs Abgeordnete so ihren Sitz. Drei verloren ihre Sitze vor dem Sezessionskrieg wegen ihrer Unterstützung der Sezessionisten, zwei (Michael Myers 1980 und James Traficant 2002) aufgrund von Korruption und George Santos am 1. Dezember 2023 wegen Betruges. Das House kann seine Mitglieder offiziell rügen, dies hat aber keine weiteren formellen Auswirkungen auf Abgeordnete.

## Aufgaben
Das Repräsentantenhaus wird gewöhnlich als parteigebundener als der Senat betrachtet. Im ursprünglichen Konzept sollte der Senat (dessen Mitglieder bis 1912 nicht direkt, sondern von den Parlamenten der Einzelstaaten gewählt wurden) als Kontrolle des Repräsentantenhauses wirken, genauso wie dieses als Kontrolle des Senats wirken sollte. Dabei haben beide Kammern allerdings besondere Rechte. Nur das Repräsentantenhaus kann Steuergesetze einbringen oder den Präsidenten des Amtsmissbrauchs beschuldigen.

### Gesetzgebung
Alle gewöhnlichen Bundesgesetze der USA müssen von Repräsentantenhaus und Senat gleichlautend verabschiedet werden, es gibt also ähnlich wie in der Schweiz, aber anders als in Deutschland, keine Unterscheidung in zustimmungspflichtige und nicht zustimmungspflichtige Gesetze. Auch der US-Präsident muss dem Gesetz zustimmen oder zumindest nicht widersprechen; legt er sein Veto ein, kann das Gesetz nur in Kraft treten, wenn beide Häuser es in namentlicher Abstimmung mit Zweidrittelmehrheit erneut beschließen.
Für den Fall, dass Senat und Repräsentantenhaus unterschiedlicher Meinung über ein Gesetz sind, gibt es ähnlich wie in Deutschland und der Schweiz einen Vermittlungsausschuss, das sogenannte Conference Committee.
Alle Finanzgesetze – also Gesetze, die Staatsausgaben oder Steuern betreffen, vor allem der jährliche US-Bundeshaushalt – dürfen nur im Repräsentantenhaus eingebracht werden, erst nach deren Verabschiedung werden sie im Senat behandelt. Der Senat hat bereits mehrfach versucht, diese Regelung anzufechten oder faktisch zu ignorieren, bisher hat sie das House jedoch erfolgreich verteidigt. Für Details siehe den Hauptartikel Gesetzgebungsverfahren (Vereinigte Staaten).

### Kontrollfunktionen
Das Repräsentantenhaus besitzt im System der Checks and Balances weniger Kontrollfunktionen als der Senat. Andererseits kann nur das Repräsentantenhaus Amtsenthebungsverfahren initiieren, über die der Senat dann entscheidet.
Amtsenthebungsverfahren sind gegen Bundesbeamte (einschließlich des US-Präsidenten) möglich, die
„Verrat, Korruption oder ein anderes Verbrechen gegen den Staat“ (Treason, Bribery, or other high Crimes and Misdemeanors) begangen haben. Die mögliche Strafe beschränkt sich dabei auf den Verlust des Amtes, eventuelle weitere Strafen können nur durch reguläre Gerichte ausgesprochen werden. In der US-Geschichte kam es zu 17 derartigen Verfahren. Um es erfolgreich zu starten und an den Senat zu verweisen, ist eine einfache Mehrheit im Repräsentantenhaus notwendig. Zur Verurteilung bedarf es einer Zweidrittelmehrheit im Senat. Wird ein Präsident angeklagt, führt der Präsident des Obersten Gerichtshofs die Verhandlung. Im Jahr 1868 wurde Andrew Johnson angeklagt, weil er versuchte, sich über den Tenure of Office Act hinwegzusetzen. Zu seiner Verurteilung fehlte dem Senat eine Stimme. US-Präsident Richard Nixon trat 1974 zurück, als nach ausführlichen Untersuchungen klar wurde, dass es wegen seiner Vertuschungsversuche in der Watergate-Affäre die notwendigen Mehrheiten zur Anklage im Repräsentantenhaus und zur Verurteilung im Senat geben würde. Bei dem Versuch, im Jahr 1999 Bill Clinton wegen Meineids und Behinderung der Justiz nach Aufdeckung einer Sexualaffäre unter Amtsanklage zu stellen, fehlten die erforderlichen Mehrheiten. Die weiteren Fälle betrafen niedrigere Regierungsbeamte, bei denen siebenmal der Amtsinhaber verurteilt wurde und einer zurücktrat, bevor das Verfahren beendet war. In den Jahren 2019 sowie 2021 wurden Verfahren gegen US-Präsident Donald Trump wegen seiner Rolle in der Ukraine-Affäre beziehungsweise wegen Anstiftung zum Aufruhr in Zusammenhang mit der Besetzung des Kapitols eingeleitet. Die Anklageschriften wurden dem Senat übermittelt, fanden dort jedoch jeweils nicht die erforderliche Zustimmung.
Ebenso kann das Repräsentantenhaus im Falle, dass bei US-Präsidentschaftswahlen kein Kandidat eine absolute Mehrheit der Wahlmännerstimmen erreicht, den Präsidenten aus den drei Kandidaten mit den meisten Stimmen wählen. Dabei wird anders als bei allen anderen Abstimmungen nach Staaten abgestimmt, die Delegation jedes Bundesstaates hat je eine Stimme. Dies ist bisher zweimal passiert: In den Wahljahren 1800 (Thomas Jefferson) und 1824 (John Quincy Adams). Bei der Wahl von 1836 legten es die Whigs dadurch, dass sie gegen den Kandidaten der Demokraten, Martin Van Buren, gleich vier eigene Kandidaten aufstellten, auf eine Wahl des Präsidenten durch das Repräsentantenhaus an, scheiterten jedoch mit diesem Kalkül – ebenso wie (unter anderem) die Constitutional Union Party in der Wahl von 1860, die auf ähnliche Weise einen Sieg der Republikaner mit ihrem Kandidaten Abraham Lincoln zu verhindern gedachte. Sollten sich bei einem Patt im Wahlleutegremium bis zum 20. Januar des folgenden Jahres weder das Repräsentantenhaus auf einen Präsidenten noch der Senat auf einen Vizepräsidenten einigen können, würde der Sprecher des Repräsentantenhauses kommissarischer Präsident.
Darüber hinaus muss seit dem 25. Verfassungszusatz von 1967 das Repräsentantenhaus, wie auch der Senat, der Ernennung eines Vizepräsidenten zustimmen, wenn dieses Amt vor Ende der Wahlperiode vakant wird. Vor 1967 konnte das Amt des Vizepräsidenten nur durch die alle vier Jahre stattfindenden Präsidentschaftswahlen besetzt werden. Starb ein Vizepräsident, trat er zurück oder rückte er zum Präsidenten auf, blieb der zweithöchste Posten im Staat bis zum Ende der laufenden Amtszeit unbesetzt. Bereits wenige Jahre nach seinem Inkrafttreten kam der 25. Zusatzartikel dann auch zur Anwendung: Im Dezember 1973 wurde Gerald Ford von beiden Kammern des Kongresses als neuer Vizepräsident Richard Nixons bestätigt. Er folgte auf Spiro Agnew, der rund zwei Monate zuvor wegen Korruptionsvorwürfen zurücktrat. Nachdem Präsident Nixon im Zuge der Watergate-Affäre im August 1974 selbst zum Rücktritt gezwungen war, übernahm Ford die Präsidentschaft. Ford wiederum ernannte Nelson Rockefeller zum neuen Vizepräsidenten, was Senat und House im Dezember 1974 bestätigten. Sowohl Ford als auch Rockefeller mussten sich vor dem Votum umfassenden Anhörungen von Senatoren und Abgeordneten stellen. Beide sind die bisher einzigen Vizepräsidenten, die nicht durch vom Volk bestimmte Wahlleute gewählt wurden, sondern nachträglich ins Amt kamen.

## Organisation der Abgeordneten
Die Abgeordneten des House of Representatives sind stärker in die hierarchische Organisation von Parlament und Fraktionen eingebunden als im Senat, die Fraktionsdisziplin ist aber immer noch weniger ausgeprägt als in den meisten europäischen Parlamenten. Während die einzelnen Senatoren durch verschiedene Regelungen fast beliebig die Tagesordnung und die Debatten bestimmen können, liegen im Repräsentantenhaus wesentlich stärkere Befugnisse beim Sprecher des Repräsentantenhauses, den Fraktionsführungen und dem einflussreichen Geschäftsordnungsausschuss (United States House Committee on Rules).

### Präsidium

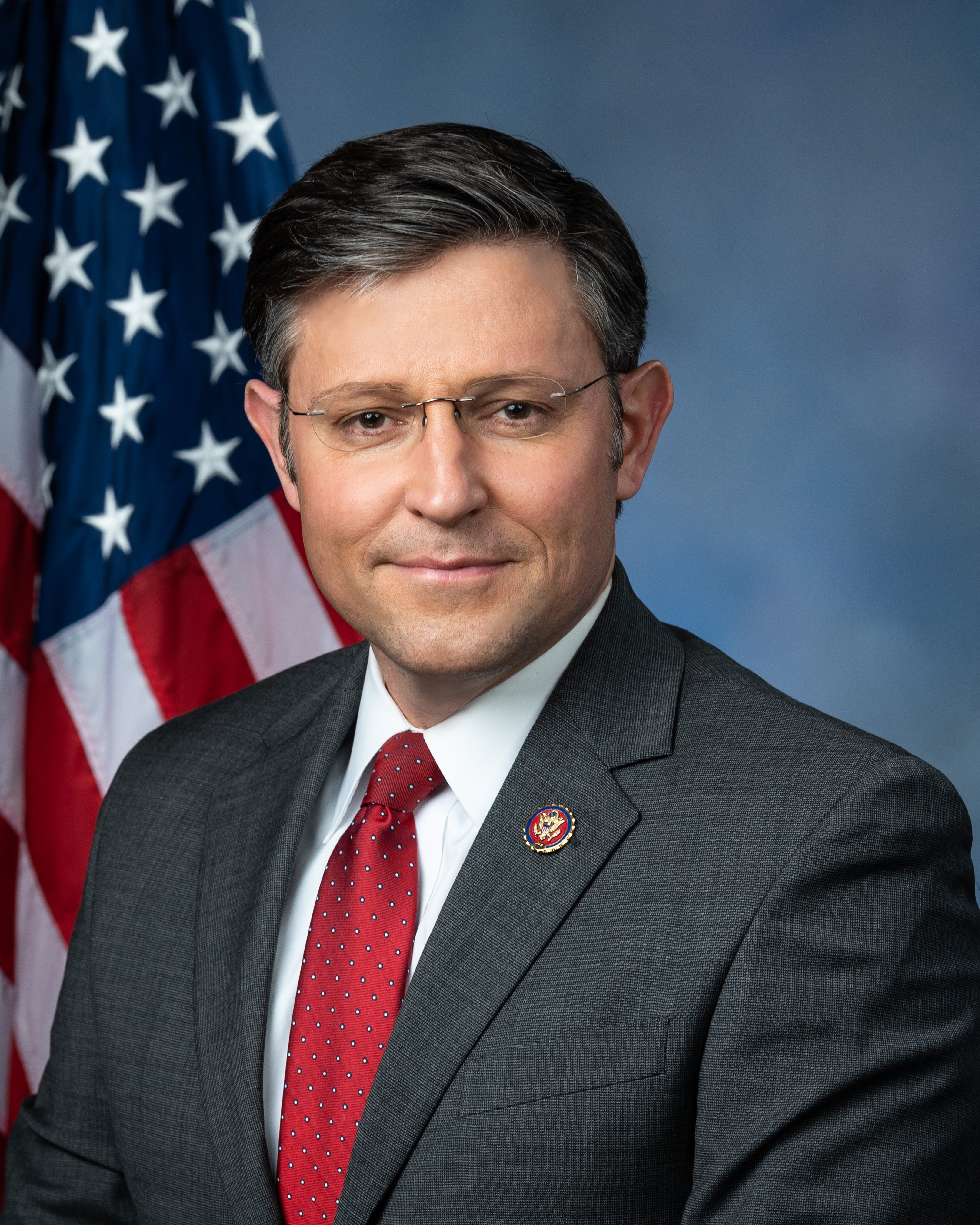
Mike Johnson, seit Oktober 2023 Sprecher des Repräsentantenhauses der Vereinigten Staaten

Die Partei mit der größten Sitzanzahl im Repräsentantenhaus wird als die Mehrheitspartei (Majority Party), die Partei mit der nächsthöchsten Sitzanzahl als Minderheitspartei (Minority Party) bezeichnet. Die Mehrheitspartei stellt den Sprecher des Repräsentantenhauses (Speaker of the United States House of Representatives, seit dem 25. Oktober 2023 der Republikaner Mike Johnson), die Vorsitzenden aller Ausschüsse und einige andere Posten.
Die Verfassung bestimmt, dass das Repräsentantenhaus seinen Sprecher wählt. Obwohl die Verfassung es nicht verlangt, war bisher jeder Sprecher auch Abgeordneter. In der Nachfolge des Präsidenten kommt der Sprecher nach dem Vizepräsidenten an zweiter Stelle.
Der Sprecher legt unter anderem fest, welche Ausschüsse anfallende Gesetzesvorlagen bearbeiten und bestimmt die Mitglieder des Geschäftsordnungsausschusses und des Conference Committees. Wenn Präsident und Sprecher verschiedenen Parteien angehören, entwickelt sich der Sprecher oft zum allgemeinen Oppositionsführer.
Das späte 19. und frühe 20. Jahrhundert sahen eine dramatische Vergrößerung in den Befugnissen des Sprechers. Der Aufstieg des Sprechers begann in den 1890ern während der Amtszeit des Republikaners Thomas Brackett Reed. Die Bedeutung des Sprechers erreichte ihren Höhepunkt während der Amtszeit des Republikaners Joseph Gurney Cannon (1903–1911). Zu diesem Zeitpunkt beinhaltete der Posten die Führung des mächtigen Geschäftsordnungsausschusses und die Befugnis, die Mitglieder aller anderen Ausschüsse festzulegen. Diesem großen Einfluss wurde aber 1910 durch die Demokraten und einige unzufriedene Republikaner ein Ende gesetzt.
Obwohl der Sprecher dem Repräsentantenhaus vorsitzt, leitet er nicht jede Debatte. Gewöhnlich delegiert er diese Aufgabe an andere Abgeordnete. Während einer Debatte hat der Vorsitzende umfangreiche Befugnisse. So kann er zum Beispiel festlegen, in welcher Reihenfolge Abgeordnete sprechen dürfen. Beschlüsse und Anträge können nur eingebracht werden, wenn der Sprecher sie anerkennt. Außerdem interpretiert der Sprecher die Geschäftsordnung eigenständig, kann aber vom Plenum überstimmt werden.
Nach der geltenden Geschäftsordnung des Repräsentantenhauses ist der Sprecher verpflichtet, eine geheime Liste von Mitgliedern zu erstellen, die vorübergehend als Sprecher des Repräsentantenhauses fungieren, wenn das Amt des Sprechers vakant wird, und diese Liste bei Amtsantritt dem Clerk of the United States House of Representatives vorzulegen. Die Namen werden nur im Falle einer Vakanz (z. B, Tod, Rücktritt, Verhinderung oder Amtsenthebung des Sprechers) bekannt. Dieses Verfahren der „Nachfolgeliste“ wurde 2003 nach den Anschlägen vom 11. September 2001 eingeführt, um die Kontinuität der Regierung zu sichern. In Artikel I, Absatz 8 der Geschäftsordnung des Repräsentantenhauses heißt es, dass das Mitglied, dessen Name als erstes auf der Liste erscheint, „bis zur Wahl eines Sprechers oder eines Sprechers pro tempore als Sprecher fungiert.“

### Rolle der Parteien
In den USA formierte sich schon in der Frühzeit ein Zweiparteiensystem, das seit Mitte des 19. Jahrhunderts von der Demokratischen Partei und der Republikanischen Partei dominiert wird. Die Strukturen des Repräsentantenhauses sind auf diese Konstellation zugeschnitten. So gibt es nur zwei Fraktionen der House Democratic Caucus und die House Republican Conference, zu einer von den beiden die Mitglieder des Repräsentantenhauses angehören.
Beide Parteien bestimmen Fraktionsvorsitzende, die entsprechend als Mehrheits- und Minderheitsführer (Majority Leader und Minority Leader) bekannt sind. Der Mehrheitsführer ist dabei aber auch innerhalb seiner Partei klarer Zweiter hinter dem Sprecher des Repräsentantenhauses, während der Minderheitsführer die Geschäfte seiner Fraktion leitet.
Sowohl die Republikaner als auch die Demokraten wählen einen republikanischen und einen demokratischen Whip, der die Fraktionsdisziplin sicherstellen soll und der bei der Mehrheitspartei Majority-Whip und bei der Minderheitspartei Minority-Whip heißt. Dem Whip stehen mehrere Assistenten zur Seite. Weitere Posten in der Fraktionsführung sind in der Reihenfolge ihrer Bedeutung bei den Demokraten der Democratic Caucus Chairman, der Democratic Caucus Vice Chairman, der Assistant to the House Minority (Majority) Leader und der Democratic Campaign Committee Chairman, bei den Republikanern der Republican Conference Chair, der Republican Conference Vice-Chair, der Republican Conference Secretary, der Republican Policy Committee Chairman und der Republican Campaign Committee Chairman.
Abgeordnete sind aufgrund ihrer großen Zahl und ihrer kurzen Amtszeit oft bedeutend stärker von ihrer Partei abhängig als Senatoren. Im Allgemeinen wird die Atmosphäre im Repräsentantenhaus als bedeutend parteigebundener angesehen.

### Ausschüsse
Der größte Teil der Arbeit des Repräsentantenhauses geht in den Ausschüssen und Unterausschüssen vor sich. Dazu gehört vor allem die inhaltliche Auseinandersetzung mit Gesetzesentwürfen ebenso wie die Detailaufsicht über Regierung und Bundesbehörden. Unterausschüsse sind jeweils einem bestimmten Ausschuss zugeordnet.
Die Sitzverteilung in den Ausschüssen richtet sich nach der Stärke der Parteien im ganzen Haus. Ausschussmitglieder werden formell vom ganzen Repräsentantenhaus ernannt, faktisch aber bestimmt jede Partei ihre einzelnen Mitglieder. Die Fraktionen richten sich dabei nach den Vorlieben der Mitglieder, wobei Abgeordnete mit größerer Seniorität generell Vorrang genießen.
Ausschussvorsitzende werden stets von der Mehrheitspartei gestellt, die Minderheitenpartei stellt das Ranking Member, das nach dem Vorsitzenden die größten Befugnisse im Ausschuss hat. Der Ausschussvorsitzende legt die Tagesordnung fest und kann verhindern, dass bestimmte Gesetzentwürfe auch nur zur Debatte gestellt werden. Nutzten die Vorsitzenden diese Rechte in der Vergangenheit oft intensiv, sind sie generell in den letzten Jahrzehnten damit zurückhaltender geworden.
Bis 1975 wurde der Posten des Ausschussvorsitzes ausschließlich aufgrund der größten Seniorität vergeben, erst ab 1975 kann die Mehrheitspartei ihn bestimmen, was der Fraktionsführung einen erheblichen Machtgewinn brachte. Der Zweck dieser Reformen war es, den mächtigen Einfluss erfahrener Mitglieder zu umgehen. 1995 begrenzten die Republikaner unter Newt Gingrich die Amtszeit Ausschussvorsitzender auf drei Zwei-Jahres-Perioden in Folge und weiteten auch so die Macht der House- und Parteiführung gegenüber den einzelnen Ausschussvorsitzenden aus.

#### Committee of the Whole
Der „Ausschuss des Ganzen“ (Committee of the Whole) nimmt eine Sonderstellung ein. Er besteht aus allen Mitgliedern des Repräsentantenhauses und tagt im Plenarsaal. Im Gegensatz zum Plenum kann er nicht endgültig über Gesetze beschließen und stellt weniger anspruchsvolle Bedingungen an die Beschlussfähigkeit des Gremiums, ebenso wie die Debatten in der Praxis oft weniger strikt an Regeln gebunden sind als im Plenum. Normalerweise wird er eingesetzt, wenn ein wichtiges Gesetz vor dem ganzen Repräsentantenhaus besprochen werden soll, ohne dass es schon soweit wäre, darüber eine bindende Abstimmung zu führen. Da die oder der Delegierte aus Washington D.C. im Ausschuss im Gegensatz zum Plenum Stimmrecht hat und die Stadt seit Jahrzehnten zuverlässig demokratisch wählt, tagt das Committee of the Whole öfter, wenn die Demokraten eine Mehrheit haben und das Committee einberufen können.

#### Ständige Ausschüsse
Den größten Teil der Arbeit im Repräsentantenhaus leisten die ständigen Ausschüsse. Jeder ist für ein bestimmtes Politikfeld zuständig. Sie haben umfassende legislative Befugnisse: Die Ausschüsse debattieren jedes Gesetz, das in ihre Zuständigkeit fällt, können es ändern oder es ganz ablehnen, so dass es nie zur Abstimmung im Plenum kommt. Sie kontrollieren Ministerien und Bundesbehörden, die in ihren Aufgabenbereich fallen und haben das Recht in diesem Rahmen Zeugen zu befragen oder Beweise zu sammeln, die sich mit eventuellem Fehlverhalten der Behörden auseinandersetzen.
| Ausschuss                                                               | Bemerkungen |
| ----------------------------------------------------------------------- | --- |
| Agriculture (Landwirtschaft)                                            | Hat auch gewisse Rechte bezüglich der US-Einwanderung, da viele Einwanderer in der Landwirtschaft arbeiten.                                                            |
| Appropriations (Ausgaben)                                               | Einflussreicher Ausschuss, da er maßgeblich über die Verwendung von US-Geldern entscheidet.                                                                            |
| Armed Services (Streitkräfte)                                           | Kontrolliert die Aktivitäten der Streitkräfte und ist aufgrund der Höhe des Etats einer der einflussreichsten Ausschüsse.                                              |
| Budget (Haushalt)                                                       | Einflussreicher Ausschuss. Prüft und entschließt über alle Themen, die den US-Haushalt betreffen.                                                                      |
| Education and Labor (Bildung und Arbeit)                                | Kümmert sich um schulische und universitäre Ausbildung, berufliche Weiterbildung und Ruhestandsregelungen.                                                             |
| Energy and Commerce (Energie und Handel)                                | Hat neben den Steuerbezogenen Ausschüssen das weiteste Mandat. Überwacht in Teilen die Arbeit von fünf Ministerien und sieben Regierungsorganisationen.                |
| Ethics (Ethikstandards)                                                 | Legt Ethikstandards für Abgeordnete fest und untersucht eventuelle Verstöße dagegen.                                                                                   |
| Financial Services (Finanzdienstleistungen)                             | Neben der Kontrolle von Privatbanken und -versicherungen auch für das Federal Reserve System zuständig.                                                                |
| Foreign Affairs (Internationale Beziehungen)                            | Weniger mächtig als sein Schwesterausschuss im Senat, da das Repräsentantenhaus weniger außenpolitische Rechte besitzt als dieser.                                     |
| Homeland Security (Innere Sicherheit)                                   | Gegründet 2002 im Zusammenhang mit einer großen Reorganisation der US-Sicherheitsbehörden infolge der Terroranschläge vom 11. September 2001                           |
| House Administration (Verwaltung des Repräsentantenhauses)              | Geschäftsführung des Repräsentantenhauses, inklusive Arbeitsverträgen, Gebäudeerhaltung, Ausgaben etc.                                                                 |
| Judiciary (Justiz)                                                      | Kontrolle des Justizministeriums und der Bundesgerichte. Kann Impeachment-Verfahren starten.                                                                           |
| Natural Resources (Natürliche Ressourcen)                               | Kontrolle der Erschließung und Verwendung der natürlichen Ressourcen.                                                                                                  |
| Oversight and Accountability (Finanzaufsicht und Rechenschaft)          | Überwacht die Verwendung von Steuergeldern und die Effizienz des Verwaltungsapparates.                                                                                 |
| Rules (Geschäftsordnung)                                                | Bestimmt maßgeblich Geschäfts- und Tagesordnung des Repräsentantenhauses. Einer der einflussreichsten Ausschüsse.                                                      |
| Science, Space, and Technology (Wissenschaft, Weltraum und Technologie) | Kontrolle über die nicht-militärischen wissenschaftlichen Bundesbehörden inklusive NASA, NSF.                                                                          |
| Small Business (Kleine und mittlere Unternehmen)                        | Gesetzgebung und Aufsicht über die Small Business Administration der US-Regierung.                                                                                     |
| Transportation and Infrastructure (Transport und Infrastruktur)         | Verteilt vor allem Gelder für öffentliche Bauaufträge. |
| Veterans’ Affairs (Veteranenangelegenheiten)                            | Gegründet nach dem Zweiten Weltkrieg. |
| Ways and Means („Mittel und Wege“)                                      | Zuständig für Steuern, Zölle und diverse Sozialprogramme wie Social Security und Medicare, aufgrund des hohen Haushaltsumfangs einer der einflussreichsten Ausschüsse. |

#### Nichtständige und spezielle Ausschüsse
Das House kann nichtständige Ausschüsse einberufen, um auf besondere Ereignisse zu reagieren. Diese können ähnlich wie die ständigen Ausschüsse funktionieren, oder wie im Fall des Katrina-Ausschusses einem Untersuchungsausschuss im deutschen Bundestag ähneln. Auch kann sich ein ursprünglich nichtständiger Ausschuss als ständiger etablieren wie dies 1945 mit dem Komitee für unamerikanische Umtriebe geschah, das sich bis 1975 halten konnte. Der Sonderausschuss zur Energieunabhängigkeit und globalen Erwärmung existierte von 2007 bis 2011; dann gewannen die Republikaner die Mehrheit zurück und schafften ihn ab.
| Ausschuss                                                                                               | Bemerkungen                                                                                                   |
| --- | --- |
| United States House Select Committee on the Climate Crisis                                              | Soll Wege in der Energiepolitik gegen den Klimawandel finden.                                                 |
| United States House Select Committee on Economic Disparity and Fairness in Growth                       | Soll Lösungen beim Problem der wachsenden Ungleichheit zwischen Reichen und allen anderen Amerikanern finden. |
| Tom Lantos Human Rights Commission                                                                      | Soll die Menschenrechte international verbreiten und schützen.                                                |
| United States House Permanent Select Committee on Intelligence                                          | Zuständig für die Nachrichtendienste der USA.                                                                 |
| United States House Select Committee to Investigate the January 6th Attack on the United States Capitol | Untersuchte die Geschehnisse um den Angriff auf das Kapitol vom 6. Januar 2021 (117. Kongress).               |
| United States House Select Committee on the Modernization of Congress                                   | Soll den Kongress effektiver, effizienter und transparenter machen.                                           |

#### Gemeinsame Ausschüsse
Gemeinsame Ausschüsse mit dem Senat (Joint Committees) haben im Gegensatz zu anderen Ausschüssen nicht das Recht, Gesetzesvorlagen zu behandeln. Teilweise dienen sie der Aufsicht über bestimmte staatliche Organisationen wie die Library of Congress oder nehmen eine beratende Funktion ein wie der gemeinsame Steuer-Ausschuss (Joint Committee on Taxation). Der Vorsitz wechselt turnusgemäß zwischen dem dienstältesten Senator und Mitglied des Repräsentantenhauses der Mehrheitspartei, während die Seniorität des Ranking Member nach der Gesamtzeit in beiden Kammern des Kongresses berechnet wird.
| Ausschuss                               | Bemerkungen                                                                                      |
| --------------------------------------- | ------------------------------------------------------------------------------------------------ |
| Joint Economic Committee                | Legt Berichte und Empfehlungen bezüglich des Stands der US-Wirtschaft vor.                       |
| Joint Committee on the Library          | Verwaltet die Library of Congress.                                                               |
| Joint Committee on Printing             | Verwaltet das United States Government Printing Office.                                          |
| Joint Committee on Taxation             | Aufsicht über den Internal Revenue Service. Beratende Stimme bei allen wichtigen Steuergesetzen. |
| Joint Committee on Inaugural Ceremonies | Sonderausschuss, der alle vier Jahre zur Amtseinführung des Präsidenten gebildet wird.           |

## Geschäftsordnung

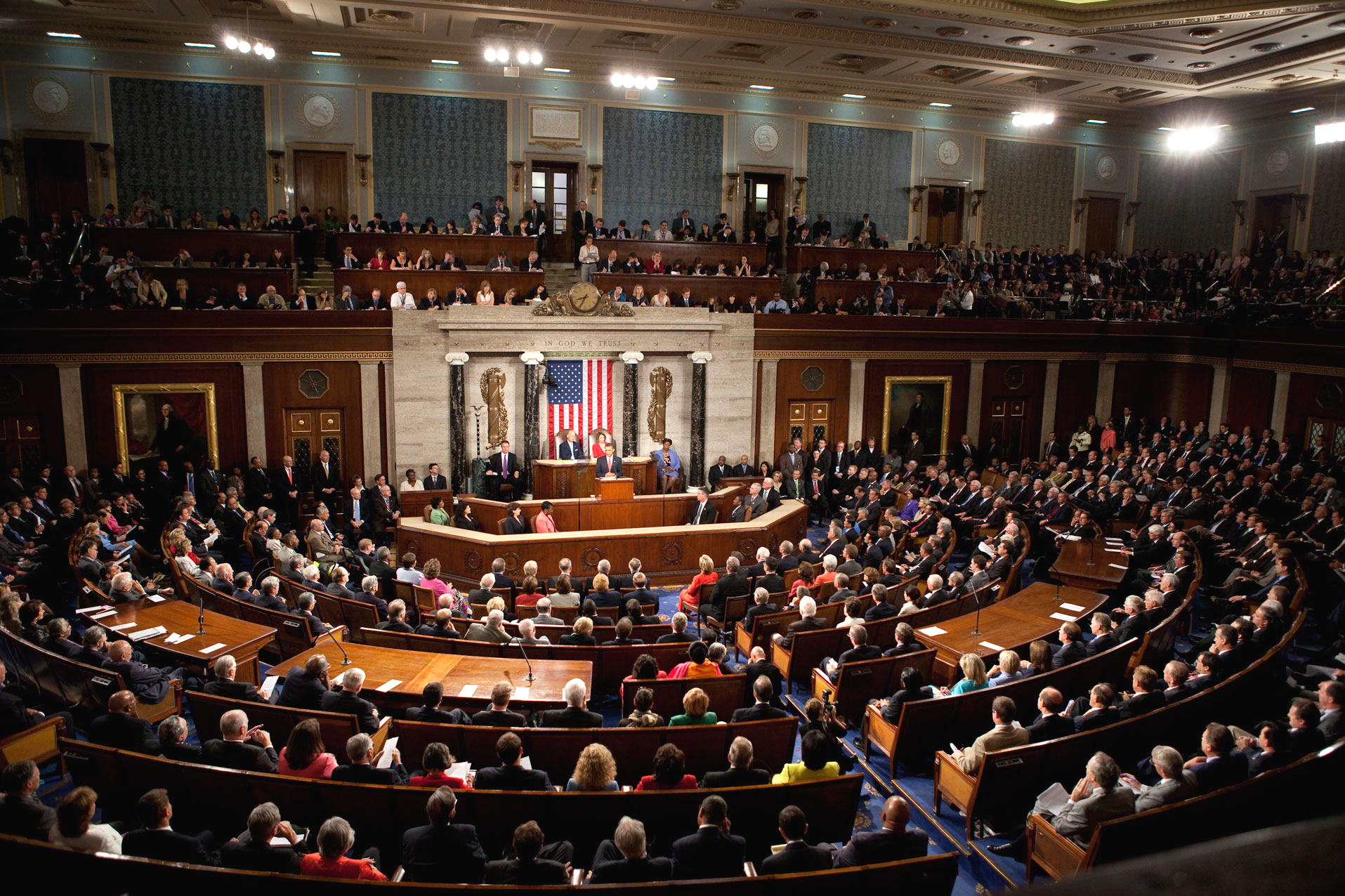
Plenarsaal des Repräsentantenhauses

Die Arbeitsweisen im Repräsentantenhaus basieren auf der Geschäftsordnung, den Rules of the House, auf Jefferson’s Manual, einem Handbuch, das Thomas Jefferson 1801 als Ergänzung der Regeln schrieb, und auf Traditionen, Präzedenzfällen und formlosen Konventionen. In vielen Fällen hebt das Plenum striktere Regeln mittels einstimmigen Beschluss auf. Jeder Abgeordnete kann solche Abweichungen verhindern, was aber nur selten vorkommt. Der Vorsitzende ist für das Befolgen der Geschäftsordnung verantwortlich und warnt Abgeordnete, die sich nicht daran halten.

### Handlungsfähigkeit
Die Verfassung bestimmt, dass das Repräsentantenhaus beschlussfähig ist, wenn mindestens die Hälfte seiner Mitglieder anwesend ist. Die Beschlussfähigkeit wird angenommen, bis ein Mitglied verlangt, dass sie überprüft wird. Obwohl selten die erforderlichen Mehrheiten für Debatten anwesend sind, wird die Beschlussfähigkeit nur selten geprüft.

### Debatten
Abgeordnete dürfen in Debatten nur mit Zustimmung des Sprechers teilnehmen. Der Sprecher hat das Recht zu bestimmen, wer wann teilnehmen darf. Vorträge müssen an den Sprecher gerichtet werden und dürfen sich nach dem Protokoll nicht an andere Mitglieder richten. Wenn Abgeordnete sprechen, bezeichnen sie andere Abgeordnete nicht beim Namen, sondern beim Sitz, z. B. „der Verehrte Herr aus Virginia“ oder „die Verehrte Dame aus Massachusetts“.
Bevor ein Gesetzesentwurf vor das Plenum kommt, legt der Geschäftsordnungsausschuss das Verfahren fest, nach dem der Entwurf diskutiert werden muss. Zum Beispiel kann der Ausschuss die Art und Anzahl der Änderungsvorschläge begrenzen. Debatten sind gewöhnlich auf eine Stunde begrenzt, die Hälfte der Zeit ist für die Mehrheitspartei reserviert und die andere Hälfte für die Minderheitspartei. Diese Zeitbegrenzung wird von beiden Parteien auf bestimmte Abgeordnete aufgeteilt, um die Debatte effektiv zu strukturieren. In einigen Fällen kann das dazu führen, dass einige Mitglieder nur eine Minute oder weniger zum Sprechen bekommen.
Debatten sind generell öffentlich. Sie finden gewöhnlich nur an Werktagen statt und der Fernsehsender C-SPAN überträgt sie live. Für den Fall, dass das Haus mit sensiblen Themen oder der Sicherheit der USA befasst ist, kann das Repräsentantenhaus eine geschlossene Sitzung abhalten. In der gesamten Geschichte des Gremiums kam dies jedoch erst fünfmal vor.

### Abstimmungen
Sobald die Debatte beendet ist, bittet der oder die Vorsitzende um eine Abstimmung. In den meisten Fällen stimmt das Plenum mit Stimme ab. Alle Abgeordneten, die zustimmen wollen, sagen „Aye“ und danach sagen alle Abgeordneten, die dagegen stimmen wollen, „Nay“. Das Ergebnis der Abstimmung hängt davon ab, welche Seite in den Ohren der oder des Vorsitzenden stärker klang. Sollte das Abstimmungsergebnis strittig sein, kann ein Fünftel der Abgeordneten die Abstimmung anzweifeln und eine gezählte Abstimmung verlangen; auch wenn ein Veto des Präsidenten überstimmt werden soll, muss eine gezählte Abstimmung stattfinden. In der gezählten Abstimmung liest ein Angestellter die Liste der Abgeordneten und fragt alle einzeln nach ihrer Position. Das Ergebnis wird hier für jedes Mitglied im Archiv festgehalten.
Neben der Abstimmung mit Stimme werden zunehmend technische Lösungen verwendet. Dazu benutzen die Abgeordneten ihre elektronische Wahlkarte und geben ihr Votum an einer der 44 Wahlurnen bekannt. Abstimmungen dauern gewöhnlich um die 15 Minuten, die gezählte Abstimmung kann aber Stunden dauern, wenn alle Abgeordneten anwesend sind. Gelegentlich wird die Abstimmungsdauer erweitert, um die Zeit zu nutzen, Abgeordnete in ihrer Position zu beeinflussen. So dauerte die Abstimmung zur neuen Medikamentenversicherung 2003 drei Stunden.
Vorsitzende können wie alle anderen Mitglieder abstimmen. Sollte ein Patt entstehen, gilt die Vorlage als gescheitert.

## Das Repräsentantenhaus im 119. Kongress
Das Repräsentantenhaus des 119. Kongresses trat nach den Wahlen am 8. November 2024 zum ersten Mal am 3. Januar 2025 zusammen und tagt bis zum 3. Januar 2027.
| Partei | Partei                 | Abgeordnete | Sitzanteil |
| ------ | ---------------------- | ----------- | ---------- |
|        | Republikanische Partei | 219         | 50,5 %     |
|        | Demokratische Partei   | 215         | 49,5 %     |
| Summe  | Summe                  | 435         | 100 %      |

|  | Position                          | Name         | Partei                 | Staat     | Seit             |
|  | --------------------------------- | ------------ | ---------------------- | --------- | ---------------- |
|  | Sprecher des Repräsentantenhauses | Mike Johnson | Republikanische Partei | Louisiana | 25. Oktober 2023 |

### Führung der Mehrheitspartei
| Amt | Amt             | Name          |
| --- | --------------- | ------------- |
|     | Mehrheitsführer | Steve Scalise |
|     | Mehrheitswhip   | Tom Emmer     |

### Führung der Minderheitspartei
| Amt | Amt               | Name            |
| --- | ----------------- | --------------- |
|     | Minderheitsführer | Hakeem Jeffries |
|     | Minderheitswhip   | Katherine Clark |